# Comuna de Drawno

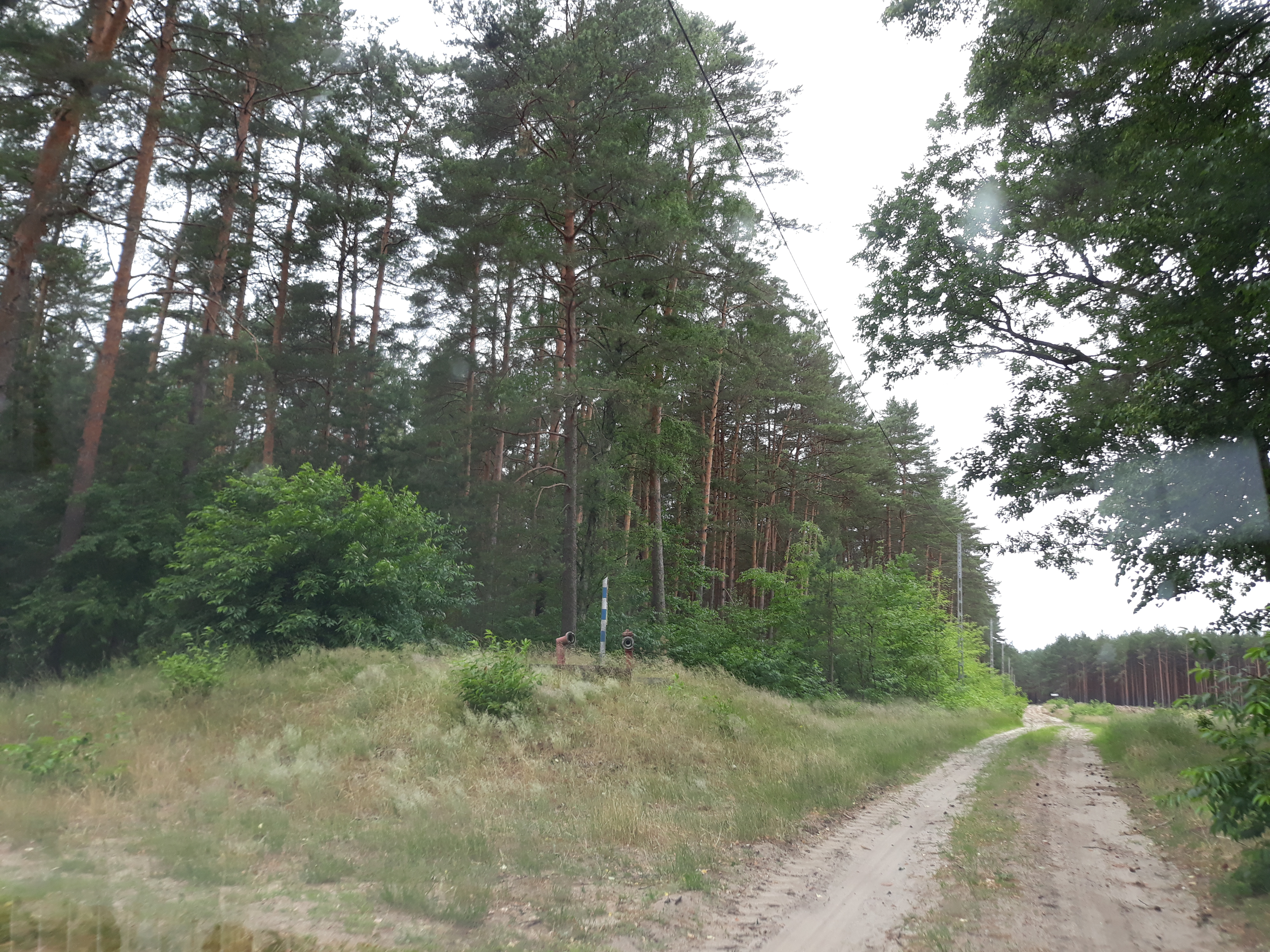
Estação de captação de água em Żółwinek, Drawno (2018).

Drawno (polaco: Gmina Drawno) é uma gminy (comuna) na Polónia, na voivodia de Pomerânia Ocidental e no condado de Choszczeński.
De acordo com os censos de 2006, a comuna tem 5 327 habitantes, com uma densidade 16,6 hab/km².

## Área
Estende-se por uma área de 321,09 km².

## Demografia
Dados de 31 de Dezembro de 2006:
|                      | Total   | Total | Mulheres | Mulheres | Homens  | Homens |
| -------------------- | ------- | ----- | -------- | -------- | ------- | ------ |
|                      | pessoas | %     | pessoas  | %        | pessoas | %      |
| População            | 5327    | 100   | 2674     | 50,2     | 2653    | 49,8   |
| Densidade (pop./km²) | 16,6    | 100   | 8,3      | 8,3      | 8,3     | 8,3    |

De acordo com dados de 2002, o rendimento médio per capita ascendia a 1492,48 zł.